# Thelymitra granitora
Thelymitra granitora là một loài thực vật có hoa trong họ Lan. Loài này được D.L.Jones & M.A.Clem. miêu tả khoa học đầu tiên năm 1998.